# Фомина, Елена Владимировна
Елена Владимировна Фомина (род. 17 ноября 1977 году) — политический деятель, глава города Ковров, Владимирская область с 2020 года.

## Биография
Елена Фомина родилась в 1977 году. Окончила Ковровскую государственную технологическую академию по специальности «Менеджмент». Работала техником-плановиком на экскаваторном заводе. С 2008 года работала экономистом в отделе благоустройства управления городского хозяйства города Коврова. В 2018 году возглавила управление городским хозяйством. В 2020 году назначена первым заместителем главы администрации по ЖКХ, сохранив должность начальника управления.
2 сентября 2020 года Советом народных депутатов избрана главой города Ковров, член регионального совета партии «Единая Россия», cекретарь местного отделения партии.